# Koundou (Guinée)
Koundou aussi appelé Koodou Lengöbengou, est une ville et une sous-préfecture de Guinée, rattachée à la Préfecture de Guéckédou et la région de Nzérékoré.